# 扎波維特 (大亞歷山德里夫卡區)
47°6′11″N 32°57′50″E / 47.10306°N 32.96389°E
扎波維特（烏克蘭語：Заповіт）是位於烏克蘭南部的村莊，由赫爾松州貝里斯拉夫區的卡利尼夫斯凱市鎮負責管轄。該村始建於1807年，面積0.45平方公里，海拔高度10米，2001年人口108，人口密度每平方公里238.9人。